# Berberidopsis
Berberidopsis es un género de plantas con flor en la pequeña familia de las Berberidopsidaceae. Género compuesto por tres especies:

## Especies
- Berberidopsis beckleri - de Australia
- Berberidopsis corallina - coral, de Argentina y Chile, una enredadera leñosa amenazada de extinción, localmente conocida como voqui fuco. Sus tallo es usan en cestería tradicional por la nación Mapuche sureña.
- Berberidopsis granitica - del granito, planta endémica de la Región de Ñuble (Chile), cuyo nombre común es “michay del granito”.[1]